# Baie-Comeau
Baie-Comeau è una città del Canada, nella regione della Côte-Nord della provincia del Québec. È sede della municipalità regionale di contea di Manicouagan.